# Transport en commun
 (mai 2018).
Si vous disposez d'ouvrages ou d'articles de référence ou si vous connaissez des sites web de qualité traitant du thème abordé ici, merci de compléter l'article en donnant les références utiles à sa vérifiabilité et en les liant à la section « Notes et références ».

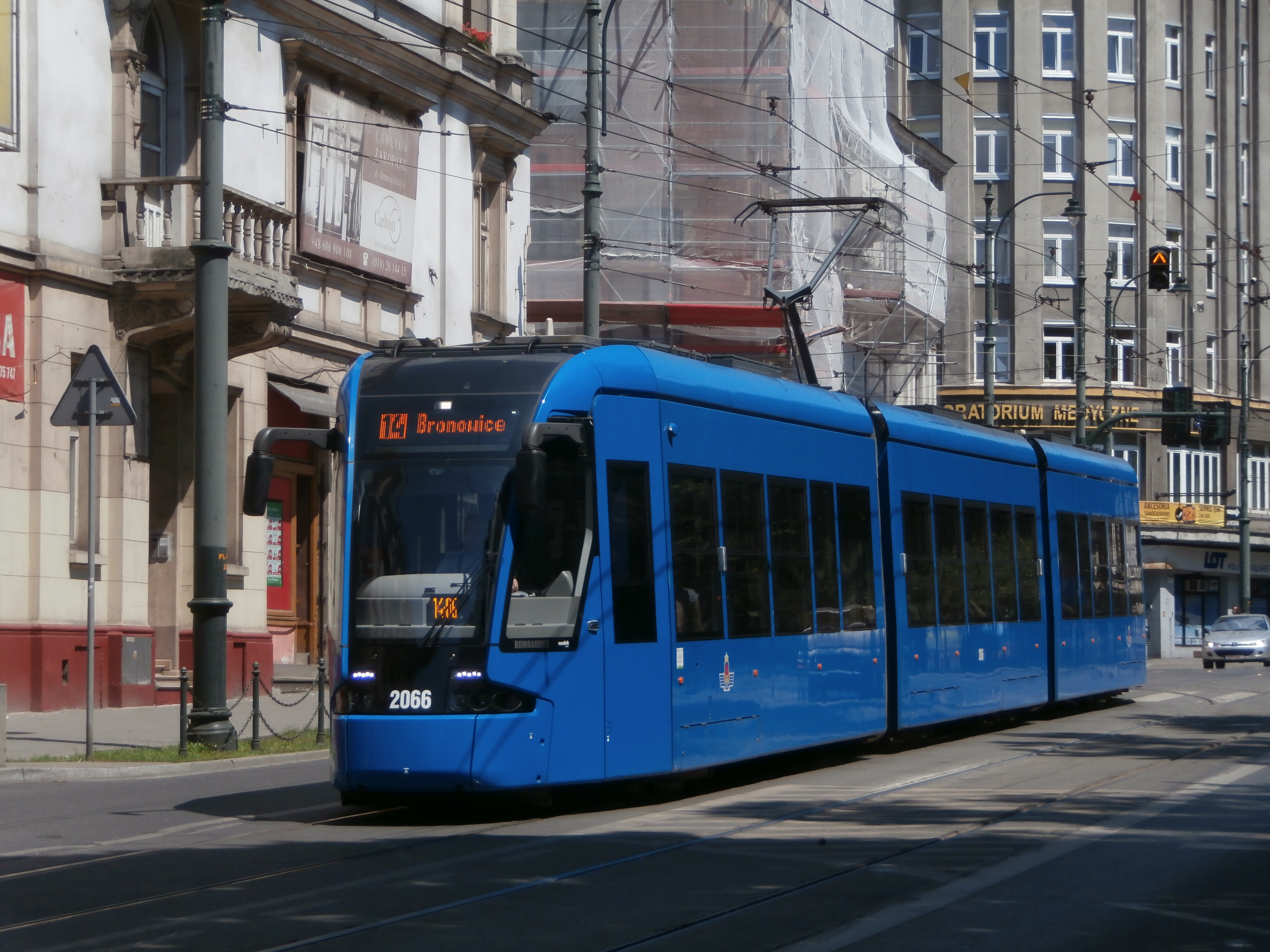
Un tramway à Cracovie (2014).

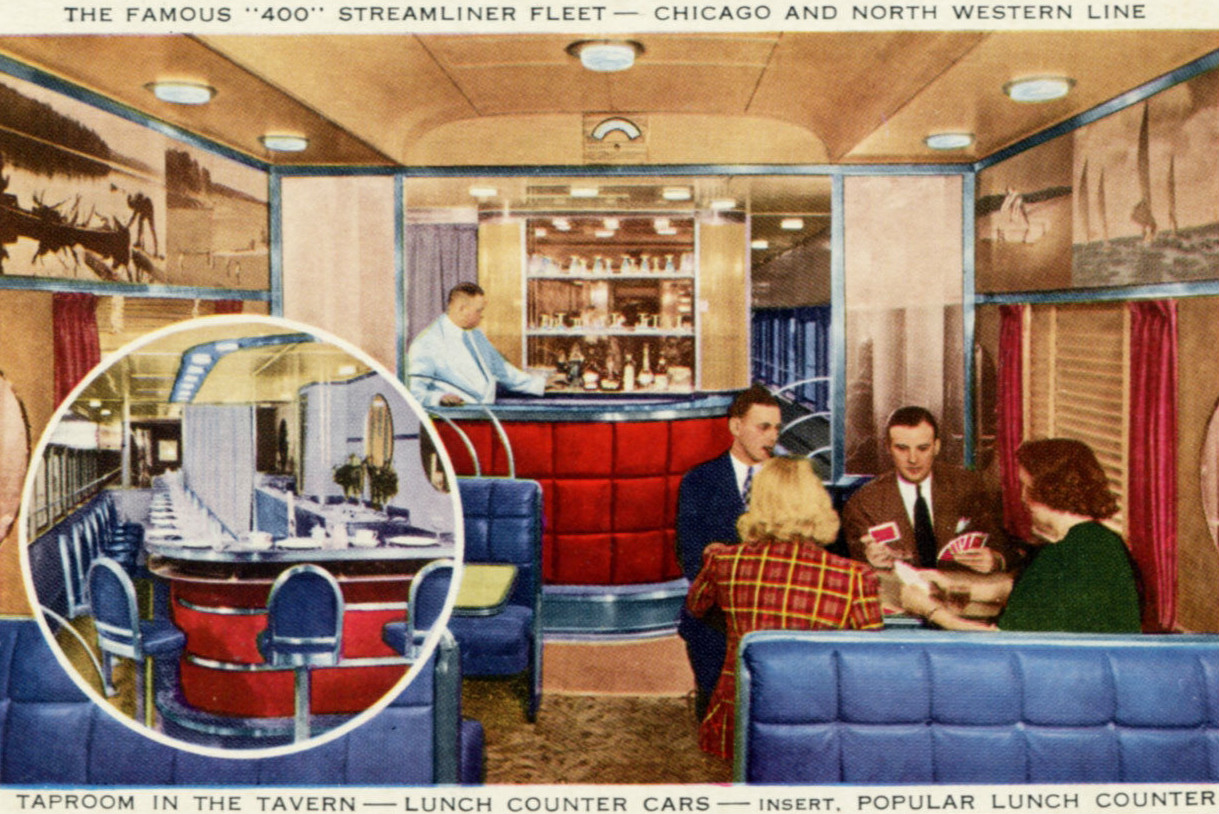
Voiture-salon d'un train à Chicago (vers 1940).

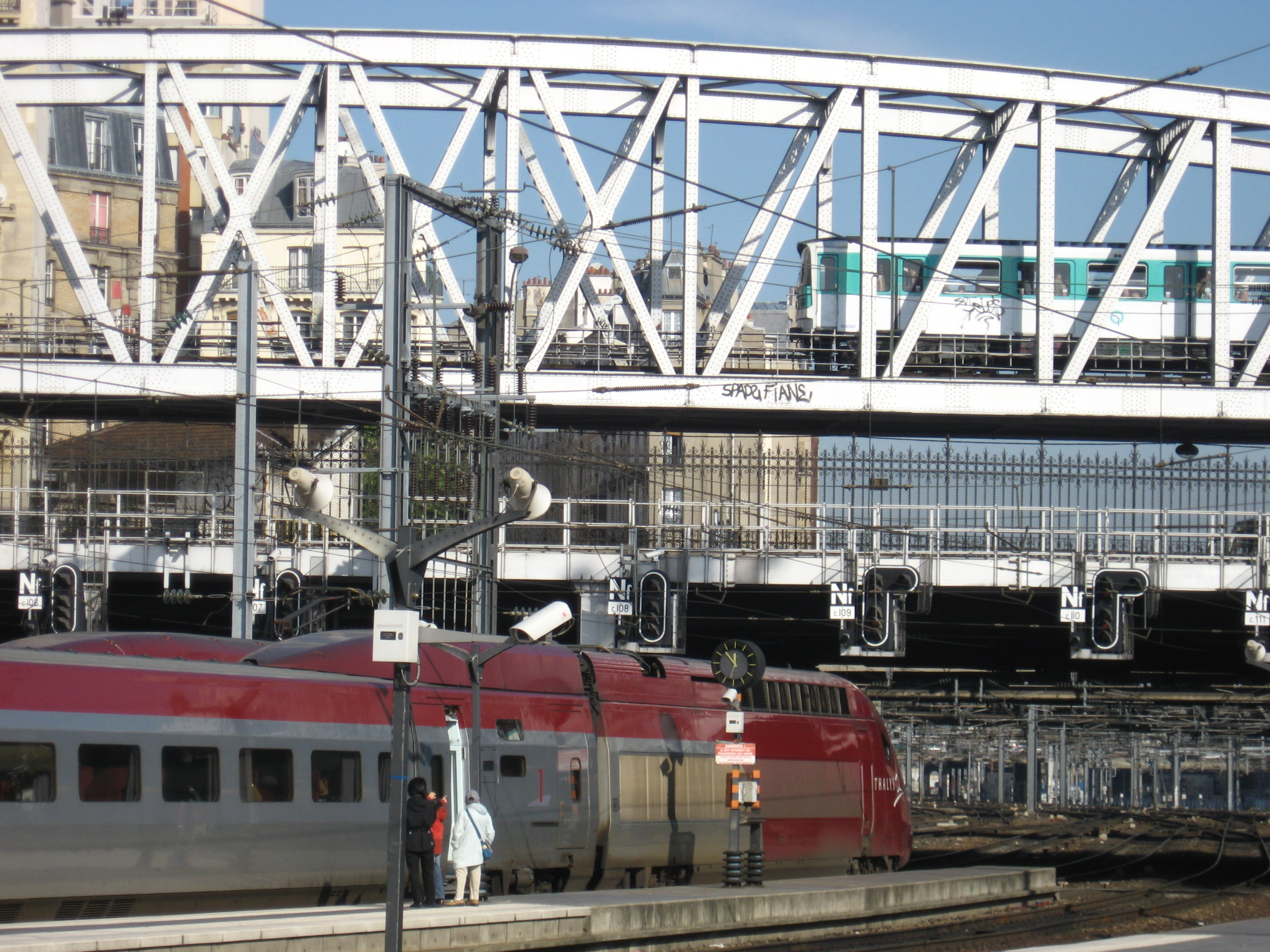
Gare de Paris-Nord, rencontre du Thalys et du métro parisien.

Le transport en commun ou transport public est un mode de transport consistant à déplacer plusieurs personnes ensemble sur un même trajet et dans un même véhicule. Il est généralement accessible en contrepartie d'un titre de transport comme un billet, un ticket ou une carte. Néanmoins il peut être mis à disposition du public à titre gracieux dans certaines circonstances (pic de pollution par exemple).
Le transport collectif est souvent confondu avec le transport en commun, cependant il peut désigner une réalité plus large.

## Histoire
Les premiers moyens de transport collectifs sont les bateaux et les véhicules à traction animale (carrosse par exemple).
Le premier service de transport collectif urbain est mis en place par le Français Blaise Pascal, qui en 1662 propose des « carrosses à cinq sols » comportant huit places et tirés par quatre chevaux pour circuler dans les rues de Paris, qui passent à horaires réguliers, avec l'autorisation du roi Louis XIV ; par suite de la hausse des prix, le service est délaissé et disparaît,.
John Greenwood, en 1824, instaure à Manchester (Angleterre) un service régulier de voitures[réf. souhaitée]. À Nantes, en 1826, l'omnibus apparaît, mis en place par Stanislas Baudry, et s'installe à Paris en 1828. Les premiers tramways aux États-Unis apparaissent au début du XIXe siècle. Ils sont tirés par des animaux (en général, des chevaux).

## Transport en commun, public ou collectif

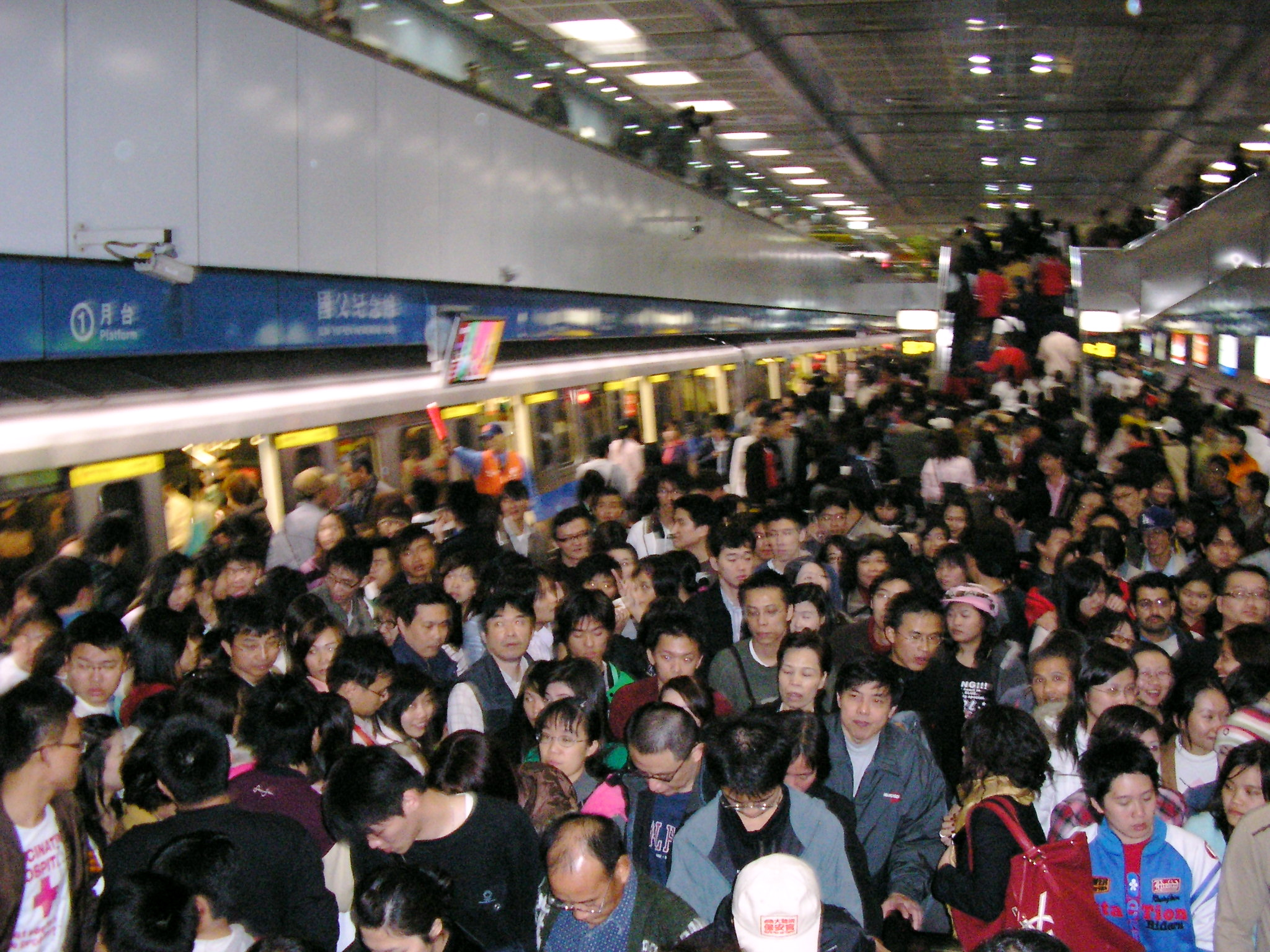
Foule dans un transport en commun à Taipei au Nouvel An 2006.

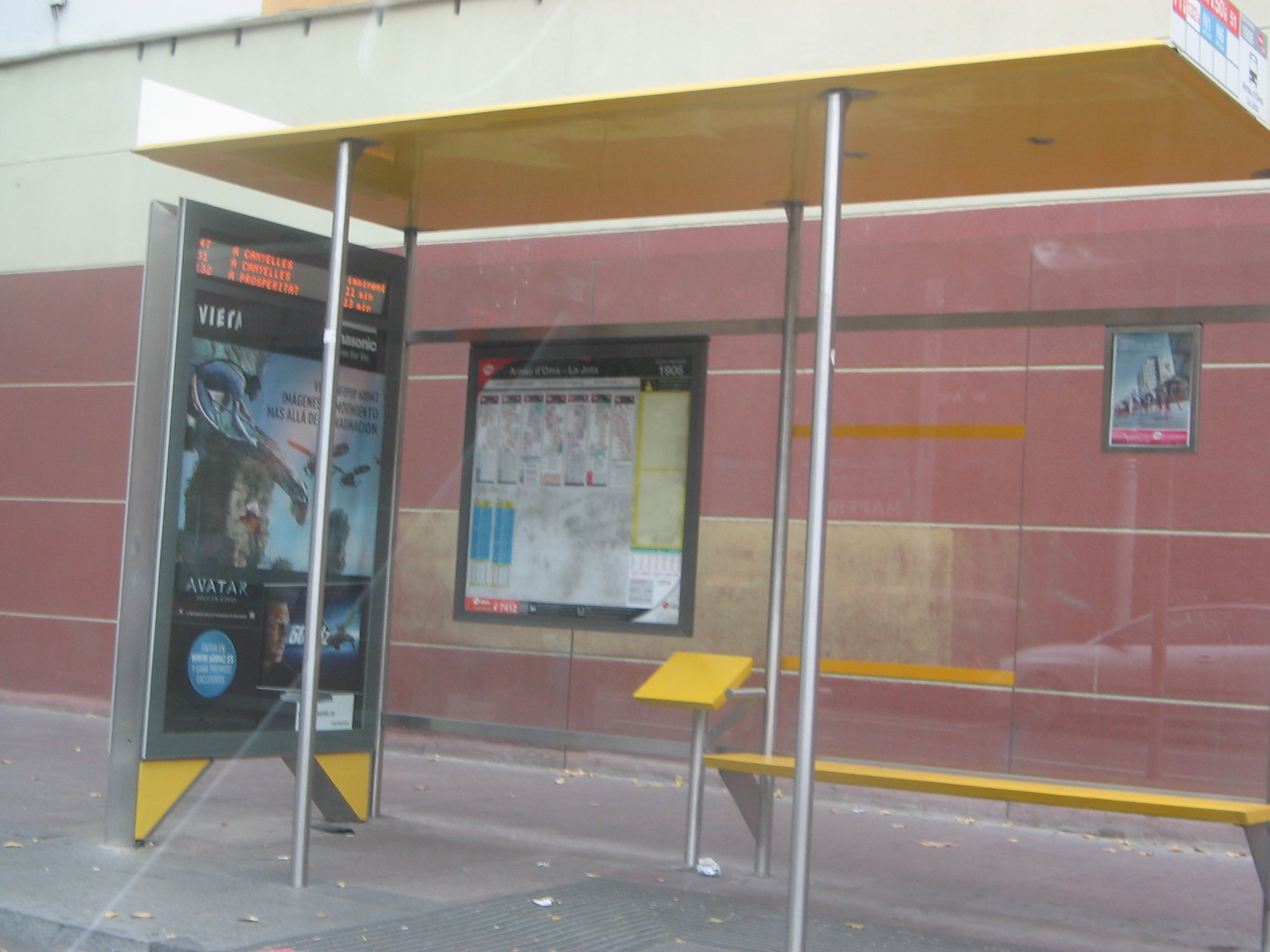
Arrêt de bus à Barcelone.

Le transport collectif peut être distingué du transport en commun car un transport collectif est un « ensemble des modes de transport mettant en œuvre des véhicules adaptés à l'accueil simultané de plusieurs personnes ». Parmi ces modes de transport figurent les « transports en commun (bus urbains, rames de métro, tramways et trains de banlieue) et l'utilisation d'avions, de bateaux, de trains et de véhicules routiers ».
Par ailleurs, le terme « transport public » est souvent utilisé en France pour désigner le transport en commun affrété par une entité publique (commune, département, etc.). Cela peut prêter à confusion car les transports en commun ne sont pas tous confiés aux pouvoirs publics, tandis que le transport de marchandises peut relever des pouvoirs publics.

## Infrastructure

### Modes de transport
Un transport en commun peut utiliser divers moyens de transport : avion, bateau, train, etc.

#### Transport routier

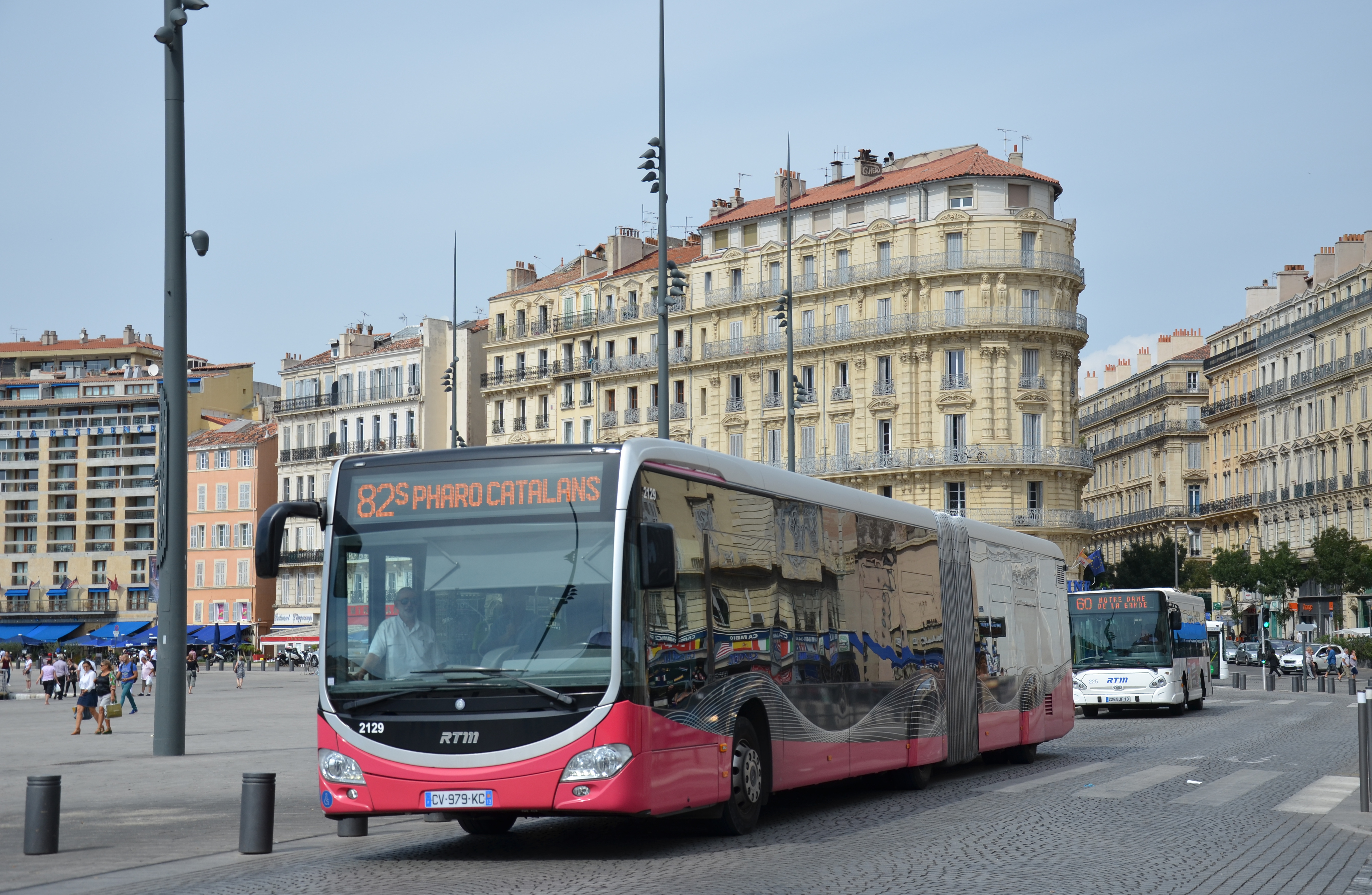
Les autobus servent principalement à assurer des déplacements urbains.

Historiquement, les premiers transports terrestres ont été à traction hippomobile, aujourd'hui celui-ci subsiste essentiellement sous forme touristique, comme le transport en roulotte par exemple.
On utilise aujourd'hui surtout des véhicules à moteur : autobus (pour les services urbains), autocar (pour les services inter-urbains), trolleybus, taxi collectif, véhicule léger affecté au transport public de personnes, voiture de tourisme avec chauffeur… On peut aussi citer le pédibus qui consiste à organiser un ramassage scolaire à pied.
Leur principal avantage est leur flexibilité et la modicité des investissements. Ils peuvent en effet emprunter la voirie existante sans nécessiter d'infrastructure spécifique.

#### Navigation
Le transport de personnes par navire comprend le transport maritime (paquebot, navette maritime (continuité territoriale[Quoi ?]) et le transport en commun par voie d'eau (bateau-mouche, ferry).

#### Aérien
Le transport aérien utilise aujourd'hui principalement l'avion. Il a autrefois utilisé le ballon dirigeable. La montgolfière est encore utilisée pour les déplacements touristiques.

### Site propre

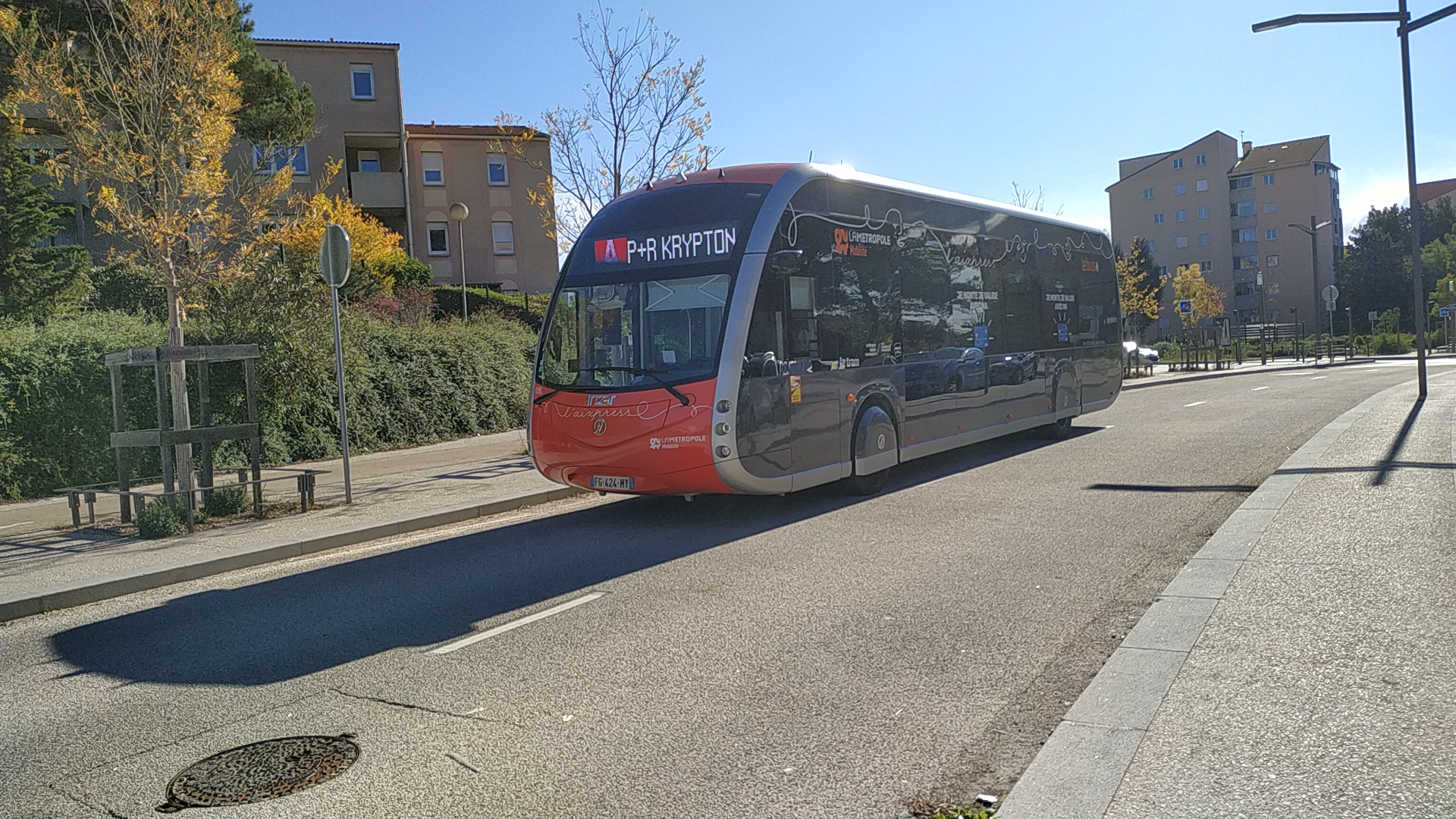
Un transport en site propre à Aix-en-Provence.

Un transport en commun en site propre (TCSP) est un transport en commun qui emprunte une voie ou un espace qui lui est réservé.

## Exploitation

### Transport nolisé et régulier
Un transport nolisé est affrété pour un voyage spécifique ou pour une période donnée. Ce peut être par exemple un vol charter seulement commercialisé pendant les vacances.
Une ligne régulière est organisée selon un calendrier prédéterminé.

### Desserte point-à-point et réseau
Les dessertes point-à-point s'opposent à l'exploitation en réseau, par l'intermédiaire de correspondance.
Dans le transport aérien le hub est un exemple d'exploitation en réseau.
L'intermodalité est la mise en réseau de plusieurs moyens de transport. Un horaire cadencé permet d'optimiser les correspondances d'un réseau de transport.

### Périmètres

#### Transports urbains

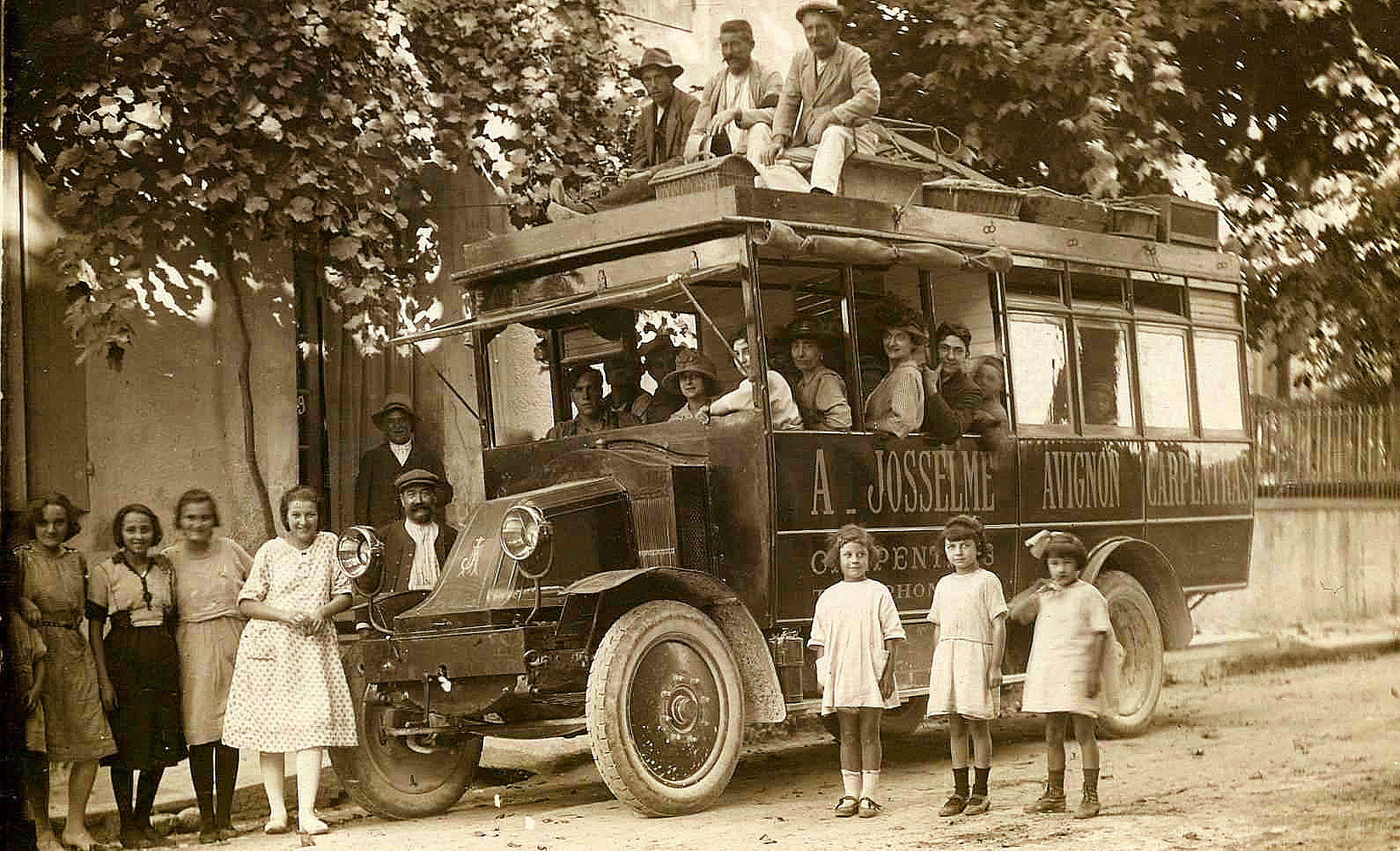
Transport en commun entre Carpentras et Avignon au début du XXe siècle

Les transports urbains sont les différents moyens de transport qui sont propres à une ville ou un milieu urbain, adaptés à cet environnement. Ces transports en commun intra-agglomération peuvent être : le métro, le tramway, l'autobus, le trolleybus…

#### Transport interurbains
Les transports interurbains ont pour caractéristiques de répondre aux besoins de transport à l'extérieur des agglomérations, en général d'une ville à une autre. Ce sont des lignes express régionales et inter-régionales comme les TER français, les vols court-courrier…

#### Grandes lignes
Dans le secteur aérien les grandes lignes regroupent les vols long-courrier et moyen-courrier.

#### Transport public en zone rurale

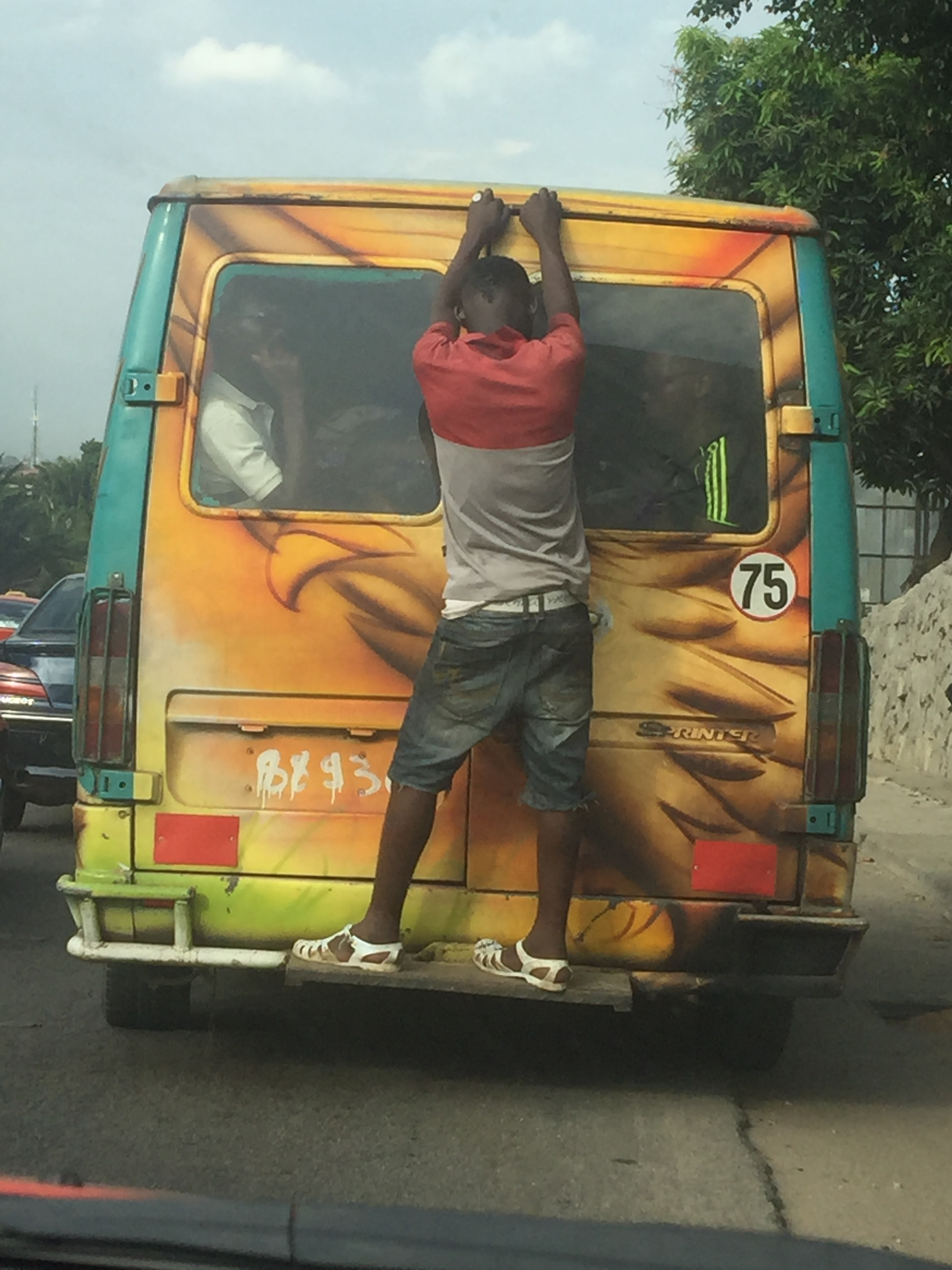
Un gbaka et son « apprenti » à Abidjan, en Côte d'Ivoire.

L'organisation du transport public en zone rurale est souvent complexe car l'habitat y est diffus et la population peu dense. Il faut donc mettre en œuvre des solutions spécifiques pour préserver un bilan socio-économique acceptable pour la communauté.
Pour les petites lignes ferroviaires, ce peut être un signal d'arrêt sur demande actionné par un client dans le train ou sur le quai, comme sur la ligne Bière – Apples – Morges.
Mais la desserte des zones rurales se fait le plus souvent par autocar. Les transports à la demande (TAD) sont utilisés dans les zones les moins denses. Ils n’empruntent pas d’itinéraire fixe et ne respectent pas un horaire précis : un système centralisé se charge de la planification des trajets afin de prendre en charge l’ensemble des voyageurs ayant réservé un voyage.

#### Voyages touristiques
Une croisière est un voyage planifié entre différents ports (d'un même pays ou de plusieurs pays) afin de découvrir les merveilles d'une culture, grâce à des sorties organisées.
Il est possible d'utiliser un transport urbain pour visiter une ville en bénéficiant de commentaires sur les quartiers traversés, par exemple en bateau-mouche ou en bus à impériale.
Il existe aussi des chemins de fer touristiques.

## Distribution

### Information
Elle peut passer par des plans, des calculateurs d'itinéraire.

### Commercialisation

#### Billet et abonnement
Un titre de transport est un document qui permet au voyageur de justifier du paiement de son trajet. C'est en quelque sorte la matérialisation du contrat de transport passé entre le voyageur et le transporteur. Dans le cadre de l'initiative Cityzi, un système de paiement en NFC a été mis en place à Nice, pour permettre aux voyageurs de payer directement leur trajet avec leur téléphone portable. Un titre de transport peut être valable pour un trajet simple, un aller et retour ou plusieurs trajets. Il peut aussi être valable pour une période de temps déterminée (carte d'abonnement).
Pour une ligne donnée il y a souvent d'importantes disparités de la demande (heure de pointe, week-end, nuit…). Le yield management est un système de gestion des capacités disponibles qui a pour objectif l'optimisation du chiffre d'affaires.
La réservation, quand elle existe, peut être obligatoire ou facultative.

#### Classes
Dans un moyen de transport, la classe correspond à l'ensemble des prestations offrant un niveau de confort identique et proposées au client au même tarif. Ce niveau de confort peut s'appliquer à une cabine (dans un bateau par exemple) ou à une place (dans un train ou un avion).

## Impacts environnementaux

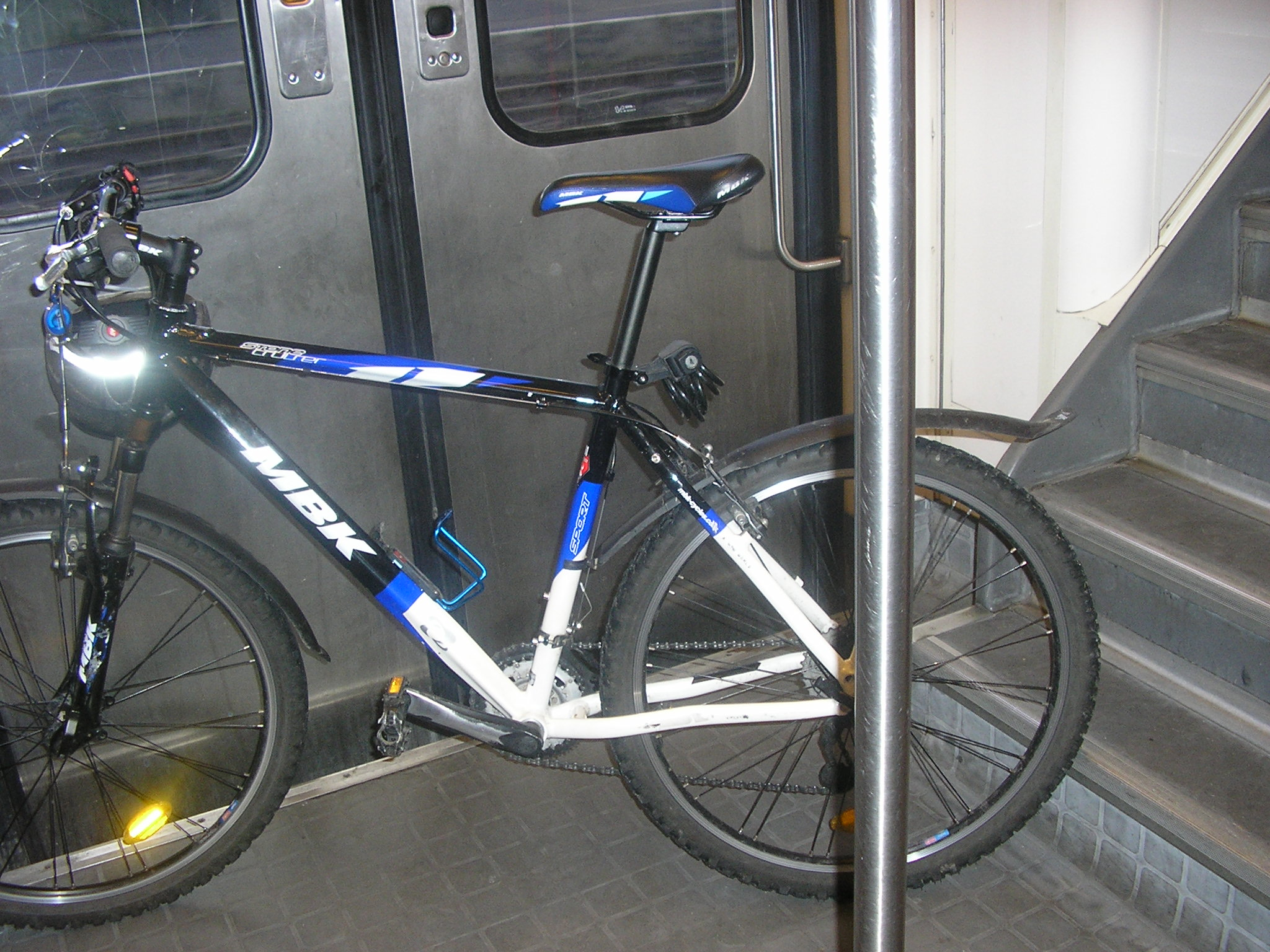
Transport du vélo dans un train de banlieue.

Pour répondre aux besoins de déplacements, les transports en commun présentent divers avantages et des inconvénients au regard des transports individuels.

### Consommation énergétique
La consommation d'énergie des transports en commun par personne et par kilomètre dépend du taux d'occupation moyen. Dans le cas des déplacements domicile-travail, ce taux peut être réduit sur certains itinéraires quand les déplacements se font dans un sens le matin et dans l'autre en fin de journée. On parle alors de mobilité pendulaire, un problème qui affecte également l'efficacité énergétique des modes de transport individuels car il favorise la congestion du réseau routier.
Le taux d'occupation est souvent faible pendant les heures creuses : afin de proposer une grande amplitude horaire et une fréquence elle aussi importante, les transporteurs sont amenés à affréter des véhicules parfois peu remplis. Cela est notamment le cas pour certaines petites lignes d'autocars de campagne, mais des trains et certains avions (sur une petite à moyenne distance) sont également victimes de ces faibles taux d'occupation.

#### Pollution
Les modes de transport en commun électriques (tramway, métro, trolleybus, autobus électriques, etc.) contribuent moins à la pollution que les moyens de transport individuels motorisés reposant sur des énergies fossiles, à condition que la production d'électricité repose sur des énergies bas carbone et donc peu polluantes (renouvelable ou nucléaire). Le mix électrique de la France est l'un des moins polluants d'Europe grâce à son parc nucléaire et ses barrages hydroélectriques notamment ; au contraire, l'Allemagne, la Pologne et l'Italie émettent nettement plus de CO2 par kilowatt-heure du fait de leur production électrique exploitant essentiellement les énergies fossiles (le plus souvent gaz et charbon)[réf. nécessaire].
Pendant les périodes d'absence de transport en commun, telles que les grèves, les admissions aux urgences pour affections aiguës des voies respiratoires augmentent significativement.

### Fluidité du trafic
Les transports en commun permettent de fluidifier le trafic,. À Montréal, une étude de la Chambre de commerce du Montréal métropolitain estime en 2010 qu'une augmentation de 3 % de la part modale du transport public permet de réduire les coûts de la congestion routière de plus de 60 millions de dollars canadiens par an,.

## Fréquentation
Certains dispositifs de transport en commun accueillent plusieurs dizaines de millions de passagers annuellement, par exemple :
| Ville/région        | Fréquentation annuelle (millions)                     | Remarques |
| ------------------- | ----------------------------------------------------- | --- |
| New-York            | 1 760 (2015) soit 4,82 millions de voyageurs par jour | |
| Boston              | 352 (2014)                                            | Inclut la Silver Line (en) et le trolleybus de Boston                                                                                                |
| Montréal            | 383 (2018), soit 1,36 million par jour ouvrable,      | |
| Toronto             | 216 (2018)                                            | |
| Paris/Île de France | 1 518 (2016)                                          | N'inclut pas le RER/Transilien (1 411 millions en 2016) ni le tramway d'Île-de-France (287 millions).                                                |
| Londres             | 1 378 (2016)                                          | N'inclut pas Docklands Light Railway (122 millions), London Overground (189 millions), Tramlink (29 millions), ou le National Rail du Grand Londres. |

En Asie, la fréquentation peut être encore plus élevée (Pékin, Shanghai, Séoul, Canton, Tokyo, Moscou, Hong-Kong, Shenzhen), mais les lignes de métro y sont plus récentes.

## Impacts sociaux
Comme les trains de nuit ou les autocars peuvent être moins chers que les hôtels, il arrive parfois que des personnes sans-abri les utilisent comme abris de nuit, comme c'est le cas avec la célèbre ligne 22 (« Hôtel 22 ») dans la Silicon Valley,.

### Coûts

#### Coûts individuels
Utiliser les transports en commun coûte plutôt moins cher que d'utiliser sa voiture, mais plus cher que d'utiliser le vélo (mode qui reste adapté à la majorité des trajets puisque 41 % des trajets en voiture en France font moins de 5 km et 62 % moins de 10 km en 2022). Le gain des transports en commun par rapport à la voiture individuelle provient de la collectivisation des dépenses sur un grand nombre d'usagers, ainsi que d'un coût facturé à l'usager ne représentant qu'une faible partie des coûts de fonctionnement (énergie, conduite, maintenance des véhicules). En ce qui concerne la vie quotidienne, les dépenses liées à l'utilisation d'une voiture sont assez élevées (environ 5 000 €/an) pour une voiture plus petite, ce qui explique que les transports en commun sont plus avantageux (de l'ordre de 500 à 1 000 €/an pour des agglomérations « chères »), mais assez efficaces. Utiliser les transports en commun n'est pas incompatible avec le fait d'utiliser une voiture (familiale) pour des trajets plus longs ou moins faciles en transport en commun, ce qui implique de ne comparer que le coût en carburant et en entretien de la voiture. Cependant, la location de voiture et les services d'autopartage qui se développent au début du xxie siècle permettent de supprimer ces coûts fixes pour les usagers réguliers des transports en commun n'utilisant qu'occasionnellement une voiture.

#### Expériences de gratuité de transports en commun
Outre des tarifs sociaux qui existent depuis longtemps, quelques collectivités ont expérimenté la gratuité des transports en commun, pour tout ou partie de la population ou à certaines conditions. Le cas le plus exemplaire par son envergure est celui de la capitale de l'Estonie, la ville de Tallinn. D'autres villes ont opté pour la gratuité totale ou partielle des déplacements en transports publics pour les usagers.
En France, une vingtaine de villes proposent des services de transport en commun gratuits pour les usagers. C'est le cas d'Aubagne où pour diminuer l'empreinte écologique des transports dans la ville, le bus est maintenant gratuit pour les usagers. En 4 ans, leur fréquentation a augmenté de 175 %, avec 35 % des usagers l'utilisant comme report modal. Le service se développe avec 15 % de bus supplémentaires et un tramway (inauguré en 2014), ce qui prouve qu'il peut y avoir compatibilité entre la gratuité et le développement de services. Compiègne (depuis 1975) et Châteauroux ont fait de même mais avec des buts plutôt socio-économiques (« redynamiser le centre-ville, améliorer le pouvoir d'achat, réduire l'isolement… »).
Albert Jacquard commente, dans un entretien diffusé le 24 septembre 1993 :

« Il faut tout repenser autrement. Un tout petit exemple, un peu pittoresque, j’y pense quand je suis en voiture. Pourquoi est-ce que dans les rues de Paris je peux circuler ? Parce qu’il y a un certain nombre de centaines de milliers de braves gens qui sont sous terre dans le métro. Ils me rendent service en étant là, s’ils n'étaient pas dans le métro, ils seraient dans les rues et je ne pourrais plus bouger, ce serait complètement engorgé. Par conséquent, le métro rend service aux gens qu’il transporte mais il rend encore plus service aux gens qu’il ne transporte pas. Par conséquent, ce service, il faudrait le payer. Par conséquent, c’est parce que je ne prends pas le métro mais ma voiture que je dois payer le métro. Et à la limite on peut dire que le prix du billet de métro devrait être négatif puisque les braves gens qui descendent sous terre rendent service aux autres en leur permettant de circuler à peu près tranquillement. Alors, à défaut d’être négatif, ça pourrait au moins être nul. [...] Ce n’est qu’un petit exemple pittoresque mais je crois que l’essentiel aujourd’hui, sinon on va à la catastrophe, c’est de remettre à plat toutes nos idées reçues. »

En janvier 2019, François Bausch, ministre luxembourgeois des transports, a annoncé la gratuité des transports publics nationaux au Grand-duché à partir du 1er mars 2020. Cette mesure avait été arrêtée dans l’accord de coalition entre les partis de la coalition regroupant le Parti démocratique, le Parti ouvrier socialiste luxembourgeois et Les Verts à la suite des élections législatives du 14 octobre 2018.

## Report modal
Selon une étude du Forum international des transports, dans le cadre de l'électrification et de la durabilité des transports, la part modale des transports publics diminuerait au profit des mobilités partagées.
Selon une étude de l'Agence de l'environnement allemande (en), la réduction de vitesse sur autoroutes et routes en Allemagne, indépendamment des avantages écologiques, conduirait à un report modal vers le rail, d'autant plus prononcé que la réduction de vitesse serait importante. Sur de nombreux tronçons autoroutiers, la vitesse n'y est actuellement pas limitée,.

## Impact de la pandémie de Covid-19
La pandémie de Covid-19 a eu un impact considérable sur les systèmes de transport en commun, les infrastructures et les revenus dans différentes villes du monde. La pandémie a eu un impact négatif sur l'utilisation des transports en commun en imposant la distanciation sociale, le télétravail ou le chômage aux États-Unis. Au début de l'année 2020, on a constaté une baisse de 79 % du nombre de passagers dans les transports en commun. Cette tendance s'est poursuivie tout au long de l'année, avec une réduction de 65 % de la fréquentation par rapport aux années précédentes. De même, à Londres, au début de l'année 2020, la fréquentation du métro de Londres et des bus a diminué respectivement de 95 % et de 85 %. Une baisse de 55 % de la fréquentation des transports en commun par rapport à 2019 a été constatée au Caire, en Égypte, après une période d'arrêt obligatoire. À Nairobi, au Kenya, l'Autorité nationale des transports et de la sécurité routière (NTSA) a imposé des systèmes de paiement sans numéraire pour réduire la propagation de la Covid-19 par contact avec de l'argent liquide. Les transports en commun ont été interrompus pendant trois mois en 2020 à Kampala, en Ouganda, et les gens ont dû se déplacer à pied ou à vélo. Après la quarantaine, la rénovation des infrastructures de transport en commun a conduit à l'attribution de routes spécifiques aux minibus-taxis. La situation était difficile dans les villes où les gens dépendent fortement du système de transport en commun. À Kigali, au Rwanda, les exigences de distanciation sociale ont entraîné des restrictions de capacité de 50 %, mais à mesure que la situation de la pandémie s'améliorait, la limite d'occupation a été augmentée pour répondre à la demande. Addis-Abeba, en Éthiopie, connaissait également des services de bus insuffisants par rapport à la demande et des temps d'attente plus longs en raison des restrictions de distanciation sociale, et prévoyait de déployer plus de bus. Addis-Abeba et Kampala visent toutes deux à améliorer les infrastructures de marche et de cyclisme à l'avenir en tant que moyens de transport complémentaires aux bus.

## Transports en commun et véhicules autonomes
Un projet de navettes autonomes est en cours de développement pour assurer la mobilité du dernier kilomètre en France. L'objectif du projet est de desservir des pôles excentrés en milieu périurbain ou rural.